# جيروم سيمون
جيروم سيمون (بالفرنسية: Jérôme Simon)‏ مواليد 5 ديسمبر 1960 في تروا، هو دراج فرنسي سابق في صنف سباق الدراجات على الطريق.

## سجل النتائج

### سباقات أو مراحل فاز بها
- طواف فرنسا

## وصلات خارجية
- الموقع الرسمي

## روابط خارجية
- جيروم سيمون على موقع أرشيف الدراجات (الإنجليزية)
- جيروم سيمون على موقع إحصائيات الدراجات الإحترافية (الإنجليزية)
- جيروم سيمون على موقع CycleBase (الإنجليزية)